# رودخانه لوکی
رودخانه لوکی (به لاتین: Loky River) یک رود در ماداگاسکار است که در ماداگاسکار واقع شده‌است.